# Caffè sospeso (film)
Caffè sospeso è un film documentario del 2017 diretto da Fulvio Iannucci e Roly Santos. 
È stato presentato in anteprima il 30 novembre 2017 alla sedicesima edizione del Rome Independent Film Festival. Il film ha ottenuto il riconoscimento culturale dalla Commissione per la Cinematografia del MiBAC – Direzione Generale Cinema ed è disponibile su Netflix da maggio 2018.

## Trama
Elisabeth diventa un'imprenditrice a New York seguendo le orme di suo padre, con l'obiettivo di trasformare il suo fallimento in successo. Giancarlo è un rumeno che vive a Napoli in libertà condizionale e fa sforzi per inserirsi in una società che lo vorrebbe docile ed obbediente. Glodier, a Buenos Aires, trova un cliente (Martin Malharro) che è uno scrittore e gli dà la possibilità di diventare un personaggio di romanzo.
Ognuno di questi personaggi ha una stretta relazione con il caffè, giacché una vende macchine da caffè per uso domestico a New York, un altro sconta una pena come barista in un bar nei tribunali di Napoli e l'altro ancora è un barista in uno dei bar più emblematici di Buenos Aires.
Il film, inoltre, è un’occasione per riflettere sull’importanza del caffè a livello sociale e, più specificamente, sul valore etico di una pratica come quella del caffè sospeso che, da Napoli, si è diffusa in altre città del mondo.